# جامعة محمد الخامس أكدال
جامعة محمد الخامس أكدال
جامعة مغربية يوجد مقرها في منطقة أكدال في العاصمة المغربية الرباط
استقلت جامعة محمد الخامس أكدال سنة 1993م الي جانب جامعة محمد الخامس السويسي عن الجامعة الأم جامعة محمد الخامس. بلغ عدد الطلبة في جامعة محمد الخامس أكدال(في الموسم الجامعي 1996-1997م). حوالي 32.449 طالب وطالبة ويقوم بالتدريس في الجامعة 1.205 أستاذ وأستاذ مساعد.

## تاريخ
تأسست الجامعة عام 1957، وسُميت على اسم محمد الخامس، ملك المغرب السابق الذي توفي عام 1961.
في عام 1993، تم تقسيمها إلى جامعتين مستقلتين: جامعة محمد الخامس في أكدال وجامعة محمد الخامس في السويسي.
في سبتمبر 2014، دُمجت الجامعتان في جامعة واحدة، تُعرف باسم جامعة محمد الخامس، لكنها احتفظت بالحرمين الجامعيين. تضم الجامعة 18 كلية إجمالية اعتبارًا من عام 2020.
في يونيو 2021، تم إدراج الجامعة في تصنيف CWTS Leiden لأول مرة.
في 23 فبراير 2023، وقعت جامعة محمد الخامس والإيسيسكو اتفاقية لإنشاء "كرسي الإيسيسكو للتعليم المفتوح" في الجامعة من أجل "الوصول العادل إلى التعليم الشامل والجيد".

## الكليات والمعاهد
تضم جامعة محمد الخامس أكدال الكليات والمعاهد التالية:
- كلية العلوم
- كلية الآداب والعلوم الإنسانية
- كلية العلوم القانونية والاقتصادية والاجتماعية أكدال
- المدرسة المحمدية للمهندسين (EMI)
- المدرسة العليا للتقنيات - سلا (EST)

## شخصيات بارزة تخرجت من الجامعة

### الفنون والعلوم
- محمد عابد الجابري، أكاديمي وفيلسوف مغربي؛ تخرج من الجامعة بدرجة البكالوريوس في الفلسفة عام 1967 والدكتوراه عام 1970.
- سومية فهد، عالمة زواحف مغربية.
- ليلى العلمي، روائية مغربية تعمل الآن في الولايات المتحدة، وصلت إلى نهائيات جائزة بوليتزر لعام 2015 عن رواية حكاية المغربي، وهي رواية خيالية عن الشخصية التاريخية إستيفانيكو، أول مستكشف أسود لأمريكا الشمالية وأحد الناجين الأربعة من رحلة نارفايز عام 1527.
- أحمد التوفيق، كاتب ومؤرخ مغربي شغل منصب وزير الشؤون الإسلامية في حكومة المغرب منذ عام 2002.

### السياسة والدبلوماسية
- مولاي رشيد بن الحسن أمير المغرب.[7]
- محمد السادس ملك المغرب.[8]
- عبد الإله ابن كيران، رئيس الوزراء الخامس عشر للمغرب.[9]
- رفيق عبد السلام، وزير الخارجية في عهد رئيس الوزراء حمادي الجبالي، حصل على درجة البكالوريوس في الفلسفة من جامعة محمد الخامس.[10]
- عبد الواحد بلقزيز، الأمين العام الثامن لـمنظمة التعاون الإسلامي.
- زهور العلوي، سفيرة المغرب في السويد والممثلة الدائمة للمغرب لدى اليونسكو.
- الوالي مصطفى السيد، أول رئيس للجمهورية الصحراوية.[13]
- محمد عبد العزيز (سياسي صحراوي)، ثاني رئيس لـلجمهورية الصحراوية.[11]
- خديجة حمدي، زوجة محمد عبد العزيز ووزيرة الثقافة في دولة الجمهورية العربية الصحراوية.
- حاتم أزناغ، مدافع عن المناخ وناشط.

### بالإضافة إلى:
- الحبيب الشوباني ، وزير مغربي.
- زكية زوانات.

## وصلات خارجية
- الموقع الرسمي لجامعة محمد الخامس أكدال